# Gianni da Ros

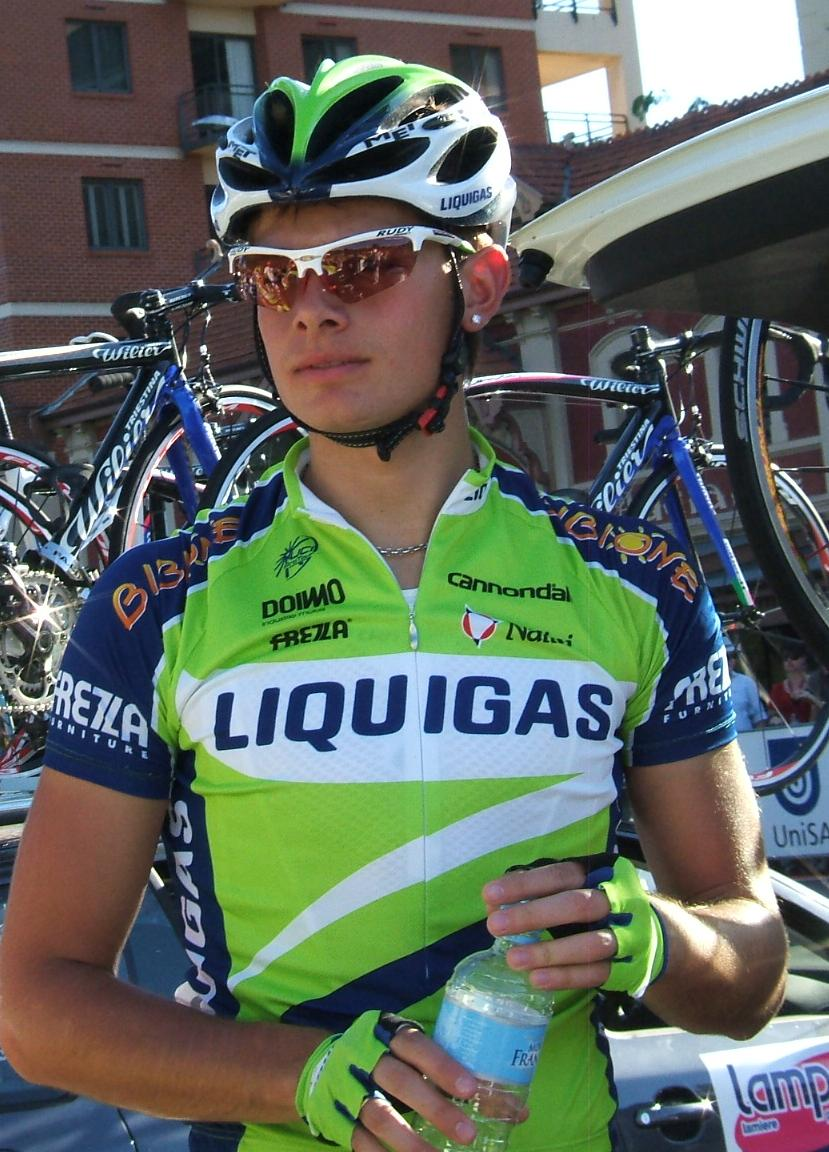
Gianni da Ros.

Gianni da Ros (25 de agosto de 1986, Pordenone) es un ciclista italiano. Debutó como profesional en 2009 en el Liquigas (de categoría ProTour), y también formó parte de la selección italiana (Nazionale) de ciclismo en pista. Actualmente se encuentra sancionado con una suspensión de 20 años por tráfico de sustancias dopantes.
Estudia Químicas en la Universidad de Padua.

## Biografía

### Ciclismo juvenil y aficionado
En 2002, en las filas del equipo Fontanafredda, fue campeón italiano de persecución individual.
En 2008, ya en aficionados con el equipo Marchio, ganó la prueba de persecución por grupos deportivos a nivel nacional en Italia.

### Ciclismo profesional
Debutó como profesional en 2009 en el equipo Liquigas, de categoría ProTour.
El 11 de marzo de 2009 fue detenido por orden del juez Andrea Pellegrino junto a otras once personas por la policía italiana en el marco de una investigación de tráfico de sustancias dopantes en el norte de Italia (concretamente, en las regiones de Lombardía, Piamonte, Friuli Venecia Giulia y Véneto). Esta operación antidopaje coordinada por el fiscal Gianluca Prisco, en la que fueron detenidas otras once personas (incluyendo deportistas no profesionales, responsables de gimnasios y comerciantes) y se realizaron ochenta registros, fue abierta tras la emisión de un reportaje de investigación con cámara oculta de un programa italiano que mostraba cómo el reportero lograba sustancias prohibidas a cambio de 700 euros. El ciclista fue inmediatamente suspendido tanto por su equipo como por la Federación italiana.
El ciclista permaneció en prisión dos días, pasando el 13 de marzo a arresto domiciliario. El 24 de marzo el juez revocó su arresto domiciliario.
El 23 de noviembre el CONI decidió sancionar al corredor con una sanción de 20 años de suspensión, hasta el 22 de noviembre de 2029.
Su exequipo Liquigas estudia la posibilidad de denunciarlo por daños de imagen.

## Palmarés
No ha conseguido victorias como profesional.

## Equipos
- Liquigas (2008-2009)